# Secrets (1933)
Secrets, in Nederland bekend als Hartsgeheimen is een Pre-Code film uit 1933 onder regie van Frank Borzage. De film is gebaseerd op een toneelstuk van Rudolph Besier en May Edginton.

## Verhaal
De film speelt zich af in 1860. Magnaat William Marlowe huwelijkt zijn dochter Mary uit aan heer Hurley, maar Mary is zelf verliefd op John Carlton, een van zijn werkers. Ze besluit te trouwen met John en is genoodzaakt uiteindelijk met hem te vluchten. Ze kopen een huis, krijgen een zoon en beginnen een gelukkig leventje. Dit wordt echter onderbroken als een man dreigt hun zoon te doden.
Wanneer hun zoon niet veel later overlijdt aan een ziekte, geeft Mary de criminelen de schuld en vermoordt hen. Een paar jaar later blijkt hun leven anders te zijn als John de politiek in is gegaan en gouverneur van Californië is geworden. Terwijl Mary voor de sociale status genoodzaakt is meer kinderen te krijgen, krijgt John een affaire met Lolita Martinez.

## Rolverdeling
| Acteur            | Personage                 |
| ----------------- | ------------------------- |
| Mary Pickford     | Mary Carlton/Mary Marlowe |
| Leslie Howard     | John Carlton              |
| C. Aubrey Smith   | Mr. William Marlowe       |
| Blanche Friderici | Mrs. Martha Marlowe       |
| Doris Lloyd       | Susan Channing            |
| Herbert Evans     | Heer Hurley               |
| Ned Sparks        | Sunshine                  |
| Allan Sears       | Jake Houser               |
| Mona Maris        | Senora Lolita Martinez    |

## Trivia
- Eigenlijk zou Marshall Neilan de film regisseren. Mary Pickford ontsloeg hem echter toen hij dronken naar de set kwam.
- De film is een remake van de film uit 1924 met dezelfde titel, waarin Norma Talmadge en Eugene O'Brien de hoofdrollen hebben.
- De laatste film waarin Pickford te zien is.
- De film heeft in Nederland een filmkeuring gekregen van 14 jaar en ouder, vanwege huwelijksontrouw en verhanging.[3]